# Kazallons loggbok ombord på Chancellor
Kazallons loggbok ombord på Chancellor (fr: Le Chancellor), är en roman från 1875 av den franske författaren Jules Verne. Den utgavs på svenska samma år.

## Handling
J.R. Kazallon befinner sig ombord på skeppet Chancellor, som ska gå från Charleston, South Carolina, till Liverpool, England, men han får sig en överraskning. Istället för att gå raka, närmaste vägen tar skeppet en högst oväntad resväg, mot sydost. Kaptenen avsäger sig befälet, särskilt sedan skeppets frakt av bomull tagit eld. Förste styrman tar över befälet.
Kort därefter, mitt ute på Atlanten, går skeppet på grund. Elden släcks men Chancellor blir bara knappt segelbart igen. Vraket driver åt sydväst, men matförrådet tryter, och överlevarna går mot en situation där de kan tvingas ta till kannibalism.